# دانشگاه دولتی لنکران
دانشگاه دولتی لنکران (آذربایجانی: Lənkəran Dövlət Universiteti) یک دانشگاه دولتی  که در سال ۱۹۹۱ میلادی در شهر لنکران تأسیس شده‌است.

## تاریخچه
دانشگاه دولتی لنکران در سال ۱۹۹۱ در لنکران به عنوان یکی از دانشکده‌های تحت پوشش دانشگاه دولتی باکو شروع به کار کرد، که پس گذشت یکسال از دانشگاه دولتی باکو تفکیک، و به صورت دانشگاهی مستقل درآمد.

## رشته‌ها
- علوم انسانی و علوم تربیتی
- زبانشناسی و ادبیات آذربایجانی
- تاریخ و فلسفه
- روانشناسی
- تربیت بدنی و آماده‌سازی جوانان قبل از آموزش نظامی
- زبان‌های خارجی
- منابع طبیعی
- ریاضی فیزیک
- شیمی و زیست‌شناسی
- جغرافیا
- دفاع عمومی
- اقتصاد
- مدیریت تجزیه و تحلیل اقتصادی
- فناوری اطلاعات